# Into the Jaws of Death

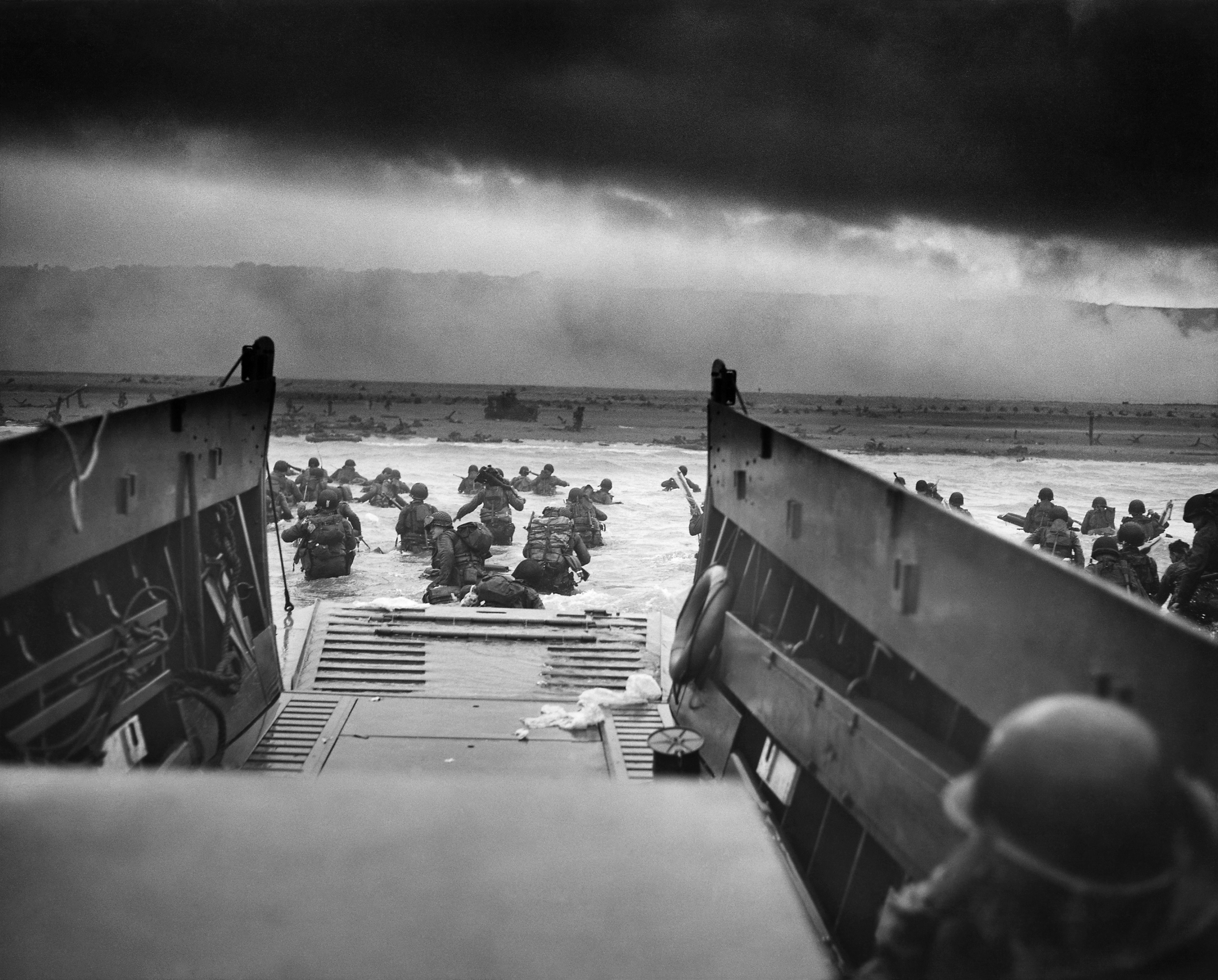
Taxis to Hell – and Back – Into the Jaws of Death, Robert F. Sargent, CPhoM, USCG.
Lính Mỹ đổ bộ nhảy ra khỏi đường dốc của một sà lan đổ bộ do Cảnh sát biển điều khiển để lội qua những mét nguy hiểm cuối cùng đến bãi biển Normandy. Hỏa lực của kẻ thù sẽ hạ gục một số người trong số họ. Tàu đổ bộ sẽ tự lùi khỏi bãi cát và quay trở lại tàu vận tải để lao trở lại một phương tiện vận chuyển thêm lính đổ bộ"

Taxis to Hell – and Back – Into the Jaws of Death là tên một bức ảnh được chụp vào ngày 6/6/1944, bởi nhiếp ảnh gia Robert F. Sargent. Bức ảnh là cảnh những người lính của Sư đoàn 1 Bộ binh Lục quân Hoa Kỳ đang xuống tàu LCVP (tàu đổ bộ, xe cộ, nhân sự) từ tàu USS Samuel Chase do Lực lượng Bảo vệ Bờ biển Hoa Kỳ điều khiển tại Bãi biển Omaha trong cuộc đổ bộ Normandy trong Thế chiến II.

## Bức ảnh
Bức ảnh này được chụp bởi nhiếp ảnh gia Robert Sargent trong giai đoạn đổ bộ của chiến dịch Neptune, một hoạt động tác chiến hải quân trong Chiến dịch Overlord đổ bộ Normandy thường được gọi là Ngày D.
Bức ảnh được chụp lúc 7:40 sáng giờ địa phương. Bức ảnh mô tả cảnh những người lính rời khỏi xà lan đổ bộ Higgins và lội qua vùng nước sâu đến thắt lưng hướng về khu vực "Easy Red" của Bãi biển Omaha.
Bức ảnh này là một trong những bức ảnh được tái bản rộng rãi nhất về cuộc đổ bộ Ngày D. Bức ảnh gốc được lưu giữ tại Phòng lưu niệm của Cảnh sát biển Hoa Kỳ.

## Bối cảnh
Neptune là một trong những chiến dịch quân sự lớn nhất được tiến hành bởi Tuần duyên Hoa Kỳ.
Xuồng đổ bộ Higgins mà ta thấy trong ảnh chụp được triển khai từ tàu vận tải tấn công USS Samuel Chase, cách bờ biển Normandy khoảng 10 dặm (8,7 nmi; 16 km) lúc 5:30 sáng. Các đợt sóng liên tục đánh vào mạn tàu làm lính Mỹ ướt sũng nước biển lạnh.
Tổng cộng, Samuel Chase đã mất sáu tàu đổ bộ vào Ngày D; bốn tàu bị chìm gần bãi biển, một tàu bị "xuyên thủng" bởi chướng ngại vật trên bãi biển và một tàu khác bị đánh chìm bởi hỏa lực của đối phương.